# Tanaecia
Tanaecia là một chi bướm trong họ Nymphalidae.

## Các loài
Chi này gồm các loài sau:
- Tanaecia amisa Grose-Smith, 1889
- Tanaecia ampla Butler, 1901
- Tanaecia aruna (C. & R. Felder, 1860)
- Tanaecia borromeoi Schröder, 1977
- Tanaecia calliphorus (C. & R. Felder, 1861)
- Tanaecia cibaritis (Hewitson, 1874)
- Tanaecia clathrata (Vollenhoven, 1862)
- Tanaecia cocytus (Fabricius, 1787)
- Tanaecia coelebs Corbet, 1941
- Tanaecia dodong Schröder & Treadaway, 1978
- Tanaecia elone de Nicéville, 1893
- Tanaecia flora Butler, 1873
- Tanaecia godartii (Gray, 1846)
- Tanaecia howarthii Jumalon, 1975
- Tanaecia iapis (Godard, 1824)
- Tanaecia jahnu (Moore, 1857)
- Tanaecia julii (Lesson, 1837)
- Tanaecia lepidea (Butler, 1868)
- Tanaecia leucotaenia Semper, 1878
- Tanaecia lutala (Moore, 1859)
- Tanaecia munda Fruhstorfer, 1899
- Tanaecia orphne  Butler, 1870
- Tanaecia palawana Staudinger, 1889
- Tanaecia palguna (Moore, 1858)
- Tanaecia pelea (Fabricius, 1787)
- Tanaecia susoni Jumalon, 1975
- Tanaecia trigerta (Moore, 1857)
- Tanaecia valmikis C. & R. Felder, 1867
- Tanaecia vikrama C. & R. Felder, 1867